# Inkognito iz Peterburga
Inkognito iz Peterburga (Инкогнито из Петербурга) è un film del 1977 diretto da Leonid Iovič Gajdaj, tratto dalla commedia di Nikolaj Gogol' L'ispettore generale.

## Trama
In una cittadina dell'Impero russo, mentre i notabili del posto attendono l'arrivo dalla Capitale di un ispettore generale in incognito, il sindaco viene informato che un giovane sospetto si è stabilito nella locanda.